# Ochrota unicolor
Ochrota unicolor är en fjärilsart som beskrevs av Carl Heinrich Hopffer 1857. Ochrota unicolor ingår i släktet Ochrota och familjen björnspinnare. Inga underarter finns listade i Catalogue of Life.